# Tuula Bjorkling
Tuula Anneli Bjorkling (Liverpool, 1952) è una modella finlandese incoronata Miss International il 13 ottobre 1973 durante il concorso di bellezza tenuto ad Osaka in Giappone.
È stata la prima rappresentante della Finlandia ad aver vinto il titolo. Tuula Bjorkling partecipò anche a Miss Mondo 1972 a Londra, dove si piazzò al sesto posto. Nel 1973 vinse anche il concorso Miss Scandinavia, che si tenne a Helsinki.